# Једрењак (часопис)
Једрењак : часопис за дечју књижевност је часопис за децу у издању Института за дечју књижевност из Београда. 

## О часопису
Часопис је почео да излази 2021. године. Први број су ликовно уредили студенти и наставници Факултета примењених уметности у Београду. Планирано је да часопис буде бесплатан, па се позивају аутори да подрже издавање овог часописа.
Први број ће бити подељен основним школама, члановима различитих књижевних удружења.

### Тематика
У часопису се објављују необјављени радови писаца у виду кратких форми (песме, афоризми, приче, анегдоте). Посебан акценат је стављен на дечју књижевност, уметност и културу.

## Сарадници
- Градимир Стојковић
- Јовица Ђурђић
- Бранко Стевановић
- Радислав Јовић
- Гордана Малетић